# Lisanne Dik
Lisanne Dik (Assen, 8 mei 2001) is een voetbalspeelster uit Nederland. Ze speelde in het seizoen 2023/24 als aanvaller voor sc Heerenveen.

## Carrière
Dik begon haar carrière bij VV LEO waar ze tien jaar voetbalde. In 2017 stapte ze over naar ACV  Assen.
In 2023 maakte Dik de overstap naar sc Heerenveen. Op 15 september 2023 maakte Dik haar debuut voor sc Heerenveen in de Vrouwen Eredivisie in een met 0-1 verloren thuiswedstrijd tegen AZ. Dik mocht deze wedstrijd in de basis starten en werd in de 80ste minuut gewisseld voor Roos de Haas. In een thuiswedstrijd tegen Telstar maakte Dik op 10 november 2022 haar eerste doelpunt voor Sc Heerenveen. Dit was tevens pas het eerste doelpunt voor sc Heerenveen in het seizoen 2023/24.
Mede door blessureleed bleef een doorbraak bij sc Heerenveen uit. In het seizoen 2024/25 is Dik teruggekeerd bij ACV.

## Statistieken
| Seizoen | Club          | Competitie         | Competitie | Competitie | Beker | Beker | Overig | Overig | Totaal | Totaal |
| Seizoen | Club          | Competitie         | Wed.       | Dlp.       | Wed.  | Dlp.  | Wed.   | Dlp.   | Wed.   | Dlp.   |
| ------- | ------------- | ------------------ | ---------- | ---------- | ----- | ----- | ------ | ------ | ------ | ------ |
| 2023/24 | sc Heerenveen | Vrouwen Eredivisie | 10         | 1          | 0     | 0     | 0      | 0      | 10     | 1      |
| Totaal  | Totaal        | Totaal             | 10         | 1          | 0     | 0     | 0      | 0      | 10     | 1      |

Laatste update: 19 augustus 2024